# MOME Mozgó
A MOME Mozgó elsősorban a Moholy-Nagy Művészeti Egyetem animáció szakának filmjeit mutatja be évente. Nyáron, illetve ősszel kerülnek levetítésre az új animációs diploma- és vizsgafilmek az Örökmozgó moziban, három napig tart. 2009-ben a Kecskeméti Animációs Filmfesztivál rövidfilmjeit is meg lehetett nézni a MOME Mozgó keretén belül.

## MOME Mozgó 2009: Diplomafilmek
- Tóth Balázs: Freeze! - 3'58"
- Szederkényi Bella: Orsolya - 7'21"
- Nagy Gergely: MTV Pixel Ikonok - 2'
- Lanczinger Mátyás: All That Cats - 4'44"
- Farkas Juli: Az izmos királylányok - 4'4"
- Molnár Tünde: Simon vagyok - 12'8"

## Lásd még
- Mediawave
- MOME Maraton
- média design